# Марио Тоскани
Марио Тоскани е италиански и после български проектант, сградостроител, дал изключително много за архитектурната визия на град Раковски.

## Биография
Роден е през 1886 г. в град Индуно, разположен до река Олона, област Ломбардия, Италия. Завършва средно техническо училище по архитектура и сградостроителство.
През 1910 г. пристига в България да стажува при чичо си, известния архитект Рикардо Тоскани – уважаван и почитан в Бургас за създадените от него сгради в града: катедралния храм „Св. св. Кирил и Методий“ (1897 – 1907), сградата на днешния музей „Петя Дубарова“ (1926), Родевата и Бозвелиевата къщи и др.
Сред много премеждия през 1921 г. се озовава в село Калъчлии (днешния квартал Генерал Николаево на град Раковски) за изграждането на католическата болница „Петър Парчевич“. Там създава дом, семейство и остава да живее до края на дните си.
Ръководи строителството на църквите в кварталите, проектира редица частни къщи в града. По негов проект и ръководство е изградена църквата в с. Житница, Пловдивско. Изгражда редица селскостопански сгради, киносалон, фурни и други обществени сгради в днешния град Раковски. През 1950-те години е технически ръководител на изграждането на стадион „Дебенко“ в село Генерал Николаево. Умира през 1976 г.
Неговият син Виржилио Тоскани е наричан „живата енциклопедия на град Раковски“. Събрал и съхранил безброй материали и снимки за града, нумизматик – колекционер на монети, пощенски марки, банкноти, стари антикварни книги, първи броеве на различни вестници и хиляди статии.